# Liste der denkmalgeschützten Objekte in Nußdorf-Debant
Die Liste der denkmalgeschützten Objekte in Nußdorf-Debant enthält die 8 unbeweglichen denkmalgeschützten Objekte der Gemeinde Nußdorf-Debant im Bezirk Lienz (Tirol).

## Denkmäler
| Foto |                 | Denkmal                                                                                            | Standort                                    | Beschreibung | Metadaten |
| ---- | --------------- | -------------------------------------------------------------------------------------------------- | ------------------------------------------- | --- | --- |
| ja   | Datei hochladen | Kapelle hl. Sylvester HERIS-ID: 6595 Objekt-ID: 2475 TKK: 18553                                    | bei Alt-Debant 5 Standort KG: Obernußdorf   | Die Kapelle liegt in der Nähe des alten Ortskerns von Debant und wurde 1670 errichtet. Der Überlieferung nach wurde sie von einem Freiherrn von Sternbach und einem Herrn von Staudach gestiftet. Der oktogonale Zentralbau wurde 1670 durch eine in diesem Zeitraum im Lienzer Raum wirkende Bauhütte ausgeführt.                                                                                      | BDA-Hist.: Q2316734 Status: § 2a Stand der BDA-Liste: 2025-06-30 Name: Kapelle hl. Sylvester GstNr.: .32 St.-Silvester-Kapelle (Nußdorf-Debant)                   |
| ja   | Datei hochladen | Kath. Pfarrkirche, Pfarrvikariat zum Hl. Geist in Debant HERIS-ID: 6596 Objekt-ID: 2476 TKK: 14641 | Pestalozzistraße 5 Standort KG: Obernußdorf | Die Bauarbeiten für den modernen Kirchenbau nach Plänen von Ulrich Feßler begannen 1969. Zugrundegelegt wurde dem Bauwerk die Form des gleichschenkligen Dreiecks, das zum regelmäßigen Sechseck weiterentwickelt wurde. | BDA-Hist.: Q1181370 Status: § 2a Stand der BDA-Liste: 2025-06-30 Name: Kath. Pfarrkirche, Pfarrvikariat zum Hl. Geist in Debant GstNr.: 10/8 Debanter Pfarrkirche |
| ja   | Datei hochladen | Bauernhof Fasching HERIS-ID: 6606 Objekt-ID: 2486 TKK: 18587                                       | Nußdorf 2 Standort KG: Unternußdorf         | Der Bauernhof Fasching ist ein Paarhof mit Harpfe und Bildstock südöstlich des Dorfzentrums, wobei das Wohnhaus aus einem spätgotischen Bauteil aus dem 16. Jahrhundert und einem rechtwinkeligen Anbau aus dem 18. Jahrhundert besteht. Nördlich steht zudem eine dreiteilige Doppelharpfe mit Satteldach aus dem Jahr 1819, das Wirtschaftsgebäude stammt aus der ersten Hälfte des 20. Jahrhunderts. | BDA-Hist.: Q37919239 Status: Bescheid Stand der BDA-Liste: 2025-06-30 Name: Bauernhof Fasching GstNr.: 95, 47 Bauernhof Fasching                                  |
| ja   | Datei hochladen | Faschingbildstock HERIS-ID: 11815 Objekt-ID: 7933 TKK: 18590                                       | bei Nußdorf 2 Standort KG: Unternußdorf     | Der gemauerte Bildstock mit schindelgedecktem Satteldach und Rundbogennische mit Wabengitter beherbergt ein Kruzifix aus der Zeit um 1700. | BDA-Hist.: Q38112913 Status: Bescheid Stand der BDA-Liste: 2025-06-30 Name: Faschingbildstock GstNr.: 47 Faschingbildstock                                        |
| ja   | Datei hochladen | Kath. Pfarrkirche hl. Helena HERIS-ID: 6602 Objekt-ID: 2482 TKK: 18575                             | Nußdorf 17 Standort KG: Unternußdorf        | Die Kirche im Ortsteil Nußdorf wurde 1274 erstmals urkundlich erwähnt und 1785 zur Pfarrkirche erhoben. Das heutige Bauwerk wurde zwischen 1457 und 1516 neu errichtet oder erweitert und ist der heiligen Helena geweiht. Das Altarbild zeigt die Kreuzigung Jesu Christi mit seiner Mutter Maria und dem heiligen Johannes.                                                                           | BDA-Hist.: Q2005818 Status: § 2a Stand der BDA-Liste: 2025-06-30 Name: Kath. Pfarrkirche hl. Helena GstNr.: .1, 1 Nußdorfer Pfarrkirche (Nußdorf-Debant)          |
| ja   | Datei hochladen | Bauernhaus Schlemmer HERIS-ID: 6607 Objekt-ID: 2487 TKK: 18591                                     | Nußdorf 19 Standort KG: Unternußdorf        | Das spätgotische Bauernhaus aus dem 16. Jahrhundert ist ein zweigeschoßiges, gemauertes und giebelseitig erschlossenes Mittelflurhaus mit gezimmertem Kniestock und flachem Pfettendach. | BDA-Hist.: Q37919271 Status: § 2a Stand der BDA-Liste: 2025-06-30 Name: Bauernhaus Schlemmer GstNr.: 8/4 Bauernhof Schlemmer                                      |
| ja   | Datei hochladen | Ansitz Staudach/Mesnerhaus HERIS-ID: 6604 Objekt-ID: 2484 TKK: 18592                               | Nußdorf 30 Standort KG: Unternußdorf        | Der Ansitz Staudach bzw. Nußdorf stand zwischen 1333 und 1580 im Besitz des adeligen Ministerialgeschlechts Murgot und kam ab 1683 in bäuerlichen Besitz. Das dreigeschoßige Gebäude mit Schopfwalmdach integriert vermutlich einen romanischen Wehrturm als Vorgängerbau, der im Spätmittelalter überbaut und in die heutige Form gebracht wurde.                                                      | BDA-Hist.: Q37919141 Status: Bescheid Stand der BDA-Liste: 2025-06-30 Name: Ansitz Staudach/Mesnerhaus GstNr.: 113 Ansitz Staudach                                |
| ja   | Datei hochladen | Wegkreuz HERIS-ID: 6603 Objekt-ID: 2483 TKK: 34695                                                 | Standort KG: Unternußdorf                   | Das Wegkreuz an der östlichen Eingangsmauer des Friedhofes stand ursprünglich am Mair Josl-Hof und besteht aus einem überdachten Kruzifix mit Titulus aus der ersten Hälfte des 19. Jahrhunderts. | BDA-Hist.: Q37919094 Status: § 2a Stand der BDA-Liste: 2025-06-30 Name: Wegkreuz GstNr.: 653/1                                                                    |